# Saint-Just-Luzac
Saint-Just-Luzac je francouzská obec v departementu Charente-Maritime, v regionu Poitou-Charentes. V roce 2007 měla 1 772 obyvatel.